# Alex Homberger
Alex Homberger, švicarski veslač, * 26. oktober 1912, Schaffhausen, Švica, † 15. april 2007, Muskegon, Michigan, ZDA.
Homberger je za Švico nastopil na Poletnih olimpijskih igrah 1936 v Berlinu. Švicarski četverec s krmarjem, v katerem je veslal je takrat osvojil srebrno medaljo, četverec brez krmarja, v katerem je prav tako veslal je osvojil bronasto medaljo, osmerec pa je osvojil šesto mesto.